# John Derek
John Derek (n. 12 august 1926, Hollywood, California, SUA – d. 22 mai 1998, Santa Maria⁠(d), California, SUA) a fost un regizor american, actor și fotograf.

## Filmografie

### Ca actor
Lungmetraje
- Since You Went Away (1944)
- I'll Be Seeing You (1944)
- A Double Life (1947)
- Knock on Any Door (1949) (Bate la orice ușă)
- All the King's Men (1949) (Cariera de politician)
- Rogues of Sherwood Forest (1950)
- Mask of the Avenger (1951)
- Saturday's Hero (1951)
- The Family Secret (1951)
- Scandal Sheet (1952)
- Thunderbirds (1952)
- Prince of Pirates (1953)
- Ambush at Tomahawk Gap (1953)
- The Last Posse (1953)
- Mission Over Korea (1953)
- Sea of Lost Ships (1954)
- The Outcast (1954)
- The Adventures of Hajji Baba (1954)
- Prince of Players (1955)
- An Annapolis Story (1955)
- Run for Cover (1955)
- The Leather Saint (1956)
- The Ten Commandments (1956) (Cele zece porunci)
- Pirate of the Half Moon (1957)
- Fury at Showdown (1957)
- The Flesh Is Weak (1957)
- Omar Khayyam (1957)
- High Hell (1958)
- Prisoner of the Volga (1959)
- Exodus (1960)
- Nightmare in the Sun (1965)
- Once Before I Die (1966)
- 1979 Vestul sălbatic (The Wild West), regia Laurence Joachim

Scurtmetraje
- The Nest (1943)
- Screen Snapshots: Hollywood Awards (1951)
- Screen Snapshots: Meet Mr. Rhythm, Frankie Laine (1952)
- Screen Snapshots: Hollywood's Mr. Movies (1952)
- Screen Snapshots: Hollywood Stars to Remember (1954)

### Ca regizor
- Nightmare in the Sun (1965)
- Once Before I Die (1966)
- A Boy... a Girl (1969)
- Childish Things (1969)
- Love You (1979)
- Fantasies (1981)
- Tarzan, the Ape Man (1981)
- Bolero (1984)
- Ghosts Can't Do It (1990)